# Troussures
Troussures ist eine Commune déléguée in der französischen Gemeinde Auneuil mit 184 Einwohnern (Stand: 1. Januar 2019) im Département Oise in der Region Hauts-de-France.
Die Gemeinde Troussures wurde am 1. Januar 2017 nach Auneuil eingemeindet. Sie gehörte zum Arrondissement Beauvais, zur Communauté de communes du Vexin Thelle und zum Kanton Beauvais-2.

## Geographie
Troussures liegt rund zwei Kilometer nordwestlich von Auneuil am Bach Ruisseau du Moulinet, der in den Avelon fließt. Der vormalige Ortsteil der Gemeinde Troussures Le Croquet liegt im Süden an einer Steilstufe, die sich von Cuigy-en-Bray bis nach Berneuil-en-Bray erstreckt.

## Bevölkerungsentwicklung
| Jahr                       | 1962 | 1968 | 1975 | 1982 | 1990 | 1999 | 2005 | 2010 | 2014 |
| -------------------------- | ---- | ---- | ---- | ---- | ---- | ---- | ---- | ---- | ---- |
| Einwohner                  | 116  | 105  | 96   | 105  | 142  | 153  | 189  | 189  | 181  |
| Quellen: Cassini und INSEE |      |      |      |      |      |      |      |      |      |

## Sehenswürdigkeiten
- nach Blitzschlag im 16. Jahrhundert wieder aufgebaute Kirche Notre-Dame mit zwei Statuen der Jungfrau mit Kind, beide in der Base Palissy (jetzt im Musée départemental de l’Oise)[1]
- Kapelle der Priorei Notre-Dame-de-Cana[2]
- nach Zerstörung 1874 wieder aufgebaute Schloss, jetzt von der Gemeinschaft communauté Saint-Jean (Gemeinschaft vom heiligen Johannes) genutzt, die es in Prieuré Notre-Dame de Cana umbenannt hat, mit Schlosspark

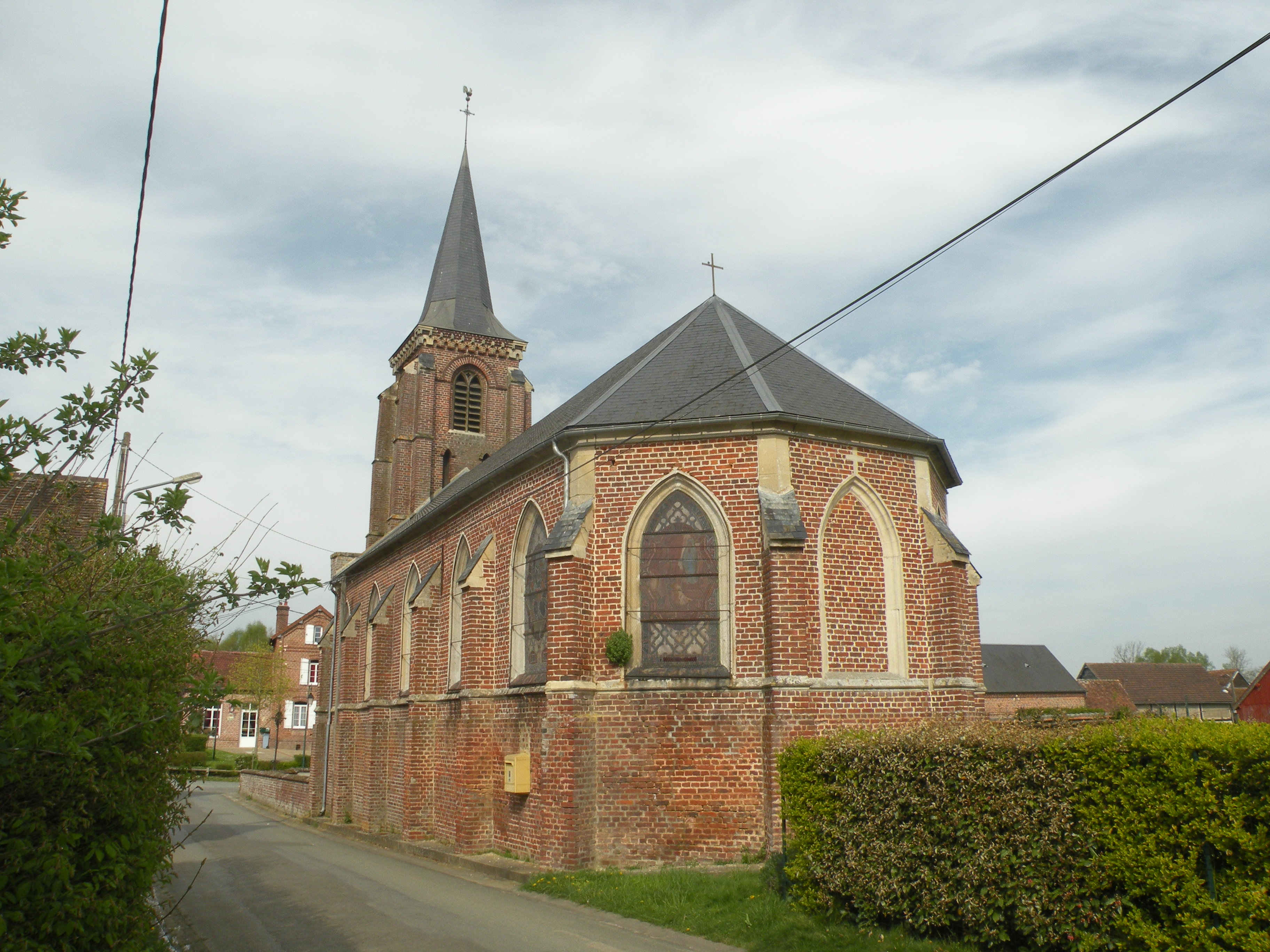
Kirche Notre-Dame
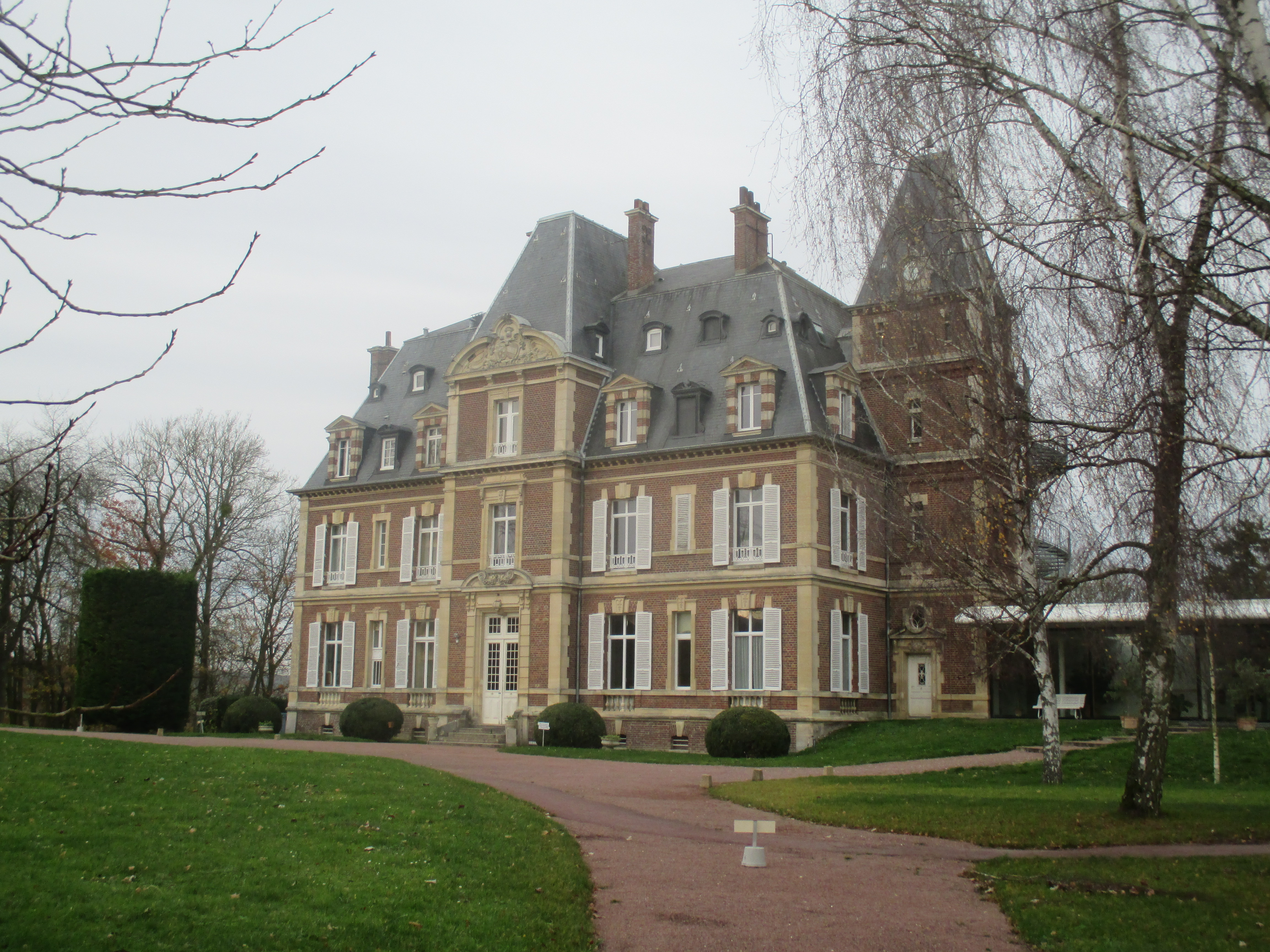
Schloss